# دونالد فارلي
دونالد فارلي هو متزحلق كندي، ولد في 4 يونيو 1970 في مونتريال في كندا، وتوفي في 19 نوفمبر 2016 في سانت أديل في كندا بسبب نوبة قلبية.

## وصلات خارجية
- دونالد فارلي على موقع أوليمبيديا (الإنجليزية)